# 유진 버드
유진 버드(Eugene Byrd, 1975년 8월 28일 ~ )는 미국의 배우이다.

## 출연 작품
- 디펜던츠 데이 (2016)
- 배럭스 (2011)
- 아미쉬 그레이스 (2010)
- 하우 투 메이크 러브 투 어 우먼 (2010)
- 이지어 위드 프랙티스 (2009)
- 줄리아 (2008)
- 레일즈 앤드 타이즈 (2007)
- 히어로즈 (2006)
- 컨페스 (2005)
- 마샤 포터 겟츠 어 라이프 (2005)
- 원 포인트 제로 (2004)
- 아나콘다 2 - 사라지지 않는 저주 (2004)
- 디먼 아일랜드 (2002)
- 8 마일 (2002)
- 화이트보이스 (1999)
- 백색지대 2 (1998)
- 약속된 땅 (1996)
- 슬리퍼스 (1996)
- 데드 맨 (1995)
- 사랑의 하모니 (1991)
- 악당과 악동들 (1991)
- 나의 작은 소녀 (1986, My Little Girl)

### 텔레비전
- 로봇 치킨 - 시리즈 (2005)
- 본즈 1 (2005)
- 크로싱 조단 시즌1 (2001)
- 코스비 가족 (1984)